# 田﨑あさひ
田﨑あさひ（たさき あさひ、1995年11月20日 - ）は、日本の歌手で、2人組音楽ユニット・Bitter & Sweet（ビタースウィート）の元メンバー（ピアノ・ボーカル・アコースティックギター担当）。
長崎県長崎市出身。本名は同じ。血液型はO型。アップフロントクリエイト所属。
なお名字の「﨑」は右上が「立」と表記する（「大」の方の「崎」とは異なる）。

## 経歴
2012年
- 3月25日、『第2回FOREST AWARD NEW FACE オーディション』で約2000組の中からグランプリを受賞。同オーディションでは、鬼束ちひろの「月光」をピアノの弾き語りで披露した[3]。

2013年
- 1月2日、ハロー!プロジェクトの新春公演『Hello! Project 誕生15周年記念ライブ2013冬 〜ビバ!〜』（中野サンプラザ）にゲスト出演[注 1]、これが初ステージとなった[4]。
- 1月16日、両A面シングル『手紙/Rolling Days』でインディーズデビュー。
- 2月15日、YouTubeオリジナル番組『UF LICKS』が配信開始（MCとしてレギュラー出演）。
- 3月2日、アップフロントグループ主催イベント『ミュージックフェスタ Vol.0』（横浜BLITZ）に出演[5]。
- 3月26日、『田﨑あさひオフィシャルブログ』を開設。
- 4月3日、セカンドインディーズシングル『サクラ時計/雨夜の月』発売。
- 6月11日・13日・18日・19日、アップフロントグループ主催イベント『MUSIC FESTA Vol.1』（4都市4公演）に出演[6]。
- 12月13日、ユニットを結成することを発表[7]。
- 12月20日、ユニットのパートナーが『第3回FOREST AWARD NEW FACE オーディション』グランプリ受賞者の長谷川萌美であることを発表[8]。
- 12月27日、ユニット名「Bitter & Sweet」（ビタースウィート）を発表[9]。
- 12月31日、『Hello! Project COUNTDOWN PARTY 2013 〜GOOD BYE & HELLO!〜』（中野サンプラザ）にBitter & Sweetとして出演（お披露目）。

2014年
- 3月19日、Bitter & Sweetとしてシングル『Bitter & Sweet/インストール』でインディーズデビュー。

2015年
- 11月20日、初めて作詞・作曲した曲「蕾」（つぼみ）を20歳のバースデーライブ『Bitter & Sweet 3rd SHOWCASE another edition -ASAHI TASAKI Birthday LIVE-』（大塚Deepa、2公演）で初披露[10]。

2016年
- 3月5日 - 4月9日、ラベビタEXとして『ラベビタEX ライブツアー 2016春』（4会場6公演）に出演[11][12]。

2017年
- 1月30日、Instagram (@asahi_tasaki) を開始[13]。
- 2月21日、Instagramが乗っ取られたため、新しいアカウント (@asahitasaki) で再開[14]。
- 5月17日、Bitter & Sweetとしてシングル『幸せになりたい。/写真には残らないシュート』でメジャーデビュー[15]。

2018年
- 2月14日、Twitter (@asahi_BandS) を開始[16][17]。
- 2月15日、音楽コミュニティアプリ「nana」を開始[16]。

2021年
- 9月28日、「日本テレビ系列【ものまねグランプリ】」に出演。『YEN TOWN BAND「Swallowtail Butterfly～あいのうた～」』を披露[18]。

2022年
- 10月6日、『RISA OGATA CONCERT 2022「Coeur à coeur」』に初参加。同公演にて田﨑作詞「私が飛行機を嫌いな理由」を初披露。

2023年
- 3月23日、右手首と右足首の痛みの為、同月25日に開催される「M-line Special 2023 ～Magical Wish～」札幌公演ではダンスを制限しながらのパフォーマンスとなることを発表[19]。4月14日、リハビリをしているものの症状が続くことから、前述の『M-line Special』公演について、座りながらのパフォーマンスに制限することを発表[20]。
- 3月26日、TikTokアカウントを開設[21]。

2025年
- 1月6日、ソロ時代にリリースした楽曲（全4曲）を各サブスクリプション型（定額制）音楽ストリーミングサービスで配信開始[22]。
- 4月7日、同年5月31日をもってBitter & Sweetの活動を終了し、それに伴い、6月末に所属事務所のアップフロントクリエイトを退社することを発表[23]。
- 5月31日、LIVE STAGE GUILTYで開催された単独ライブ「Bitter & Sweet LIVE QUEST 2025 〜ぼうけんのしょ〜」をもってBitter & Sweetとしての活動を終了[24]。
- 6月30日、所属事務所であるアップフロントクリエイトを退社し、それに伴いオフィシャルブログの更新も終了[25]。

## 人物
- 2歳上の姉がいる。
- 特技は空手（6歳から16歳まで）、合気道（6歳から11歳まで）。
- 趣味は映画鑑賞（ミステリーもの）、アニメ鑑賞、コスプレ[26][27]。
- 座右の銘は「成るようになる」[28]。
- 好きな色は白、水色、緑[29]。淡い色が好き。（MSMW公式ペンライトは白[30]）
- 好きな食べ物はネギがたくさんのうどん[31]、素うどん[32]。
- 好きな音楽はRADWIMPS[31]、味噌汁's、ボン・ジョヴィ[33][34]、民謡（カラオケで歌う）[34]。
- 歌手を目指したきっかけは、中学3年生のときに長崎で行われた夏フェスでRADWIMPSを見てすごく感動し、「私もあっちのステージに立ちたい!」と思ったため[31]。
- ピアノは3歳のころからやっている[31]。
- 犬や猫と同じぐらい爬虫類が好きで、特に蛇が好き[35]。
- ソロ時代の2013年春、「メジャーデビューするまで大好きなアイスを食べない」という目標と誓いを立てて[36][37]、それから4年間、2017年5月17日にBitter & Sweetとしてメジャーデビューするまでアイス断ちをした[38]。
- 坂道の多い長崎育ちのため19歳まで自転車に乗れなかったが、「恋心」（2015年）のMVを撮影する直前に3日間練習して乗れるようになった[39][2]。（撮影以外で）初めて公道で自転車に乗ったのはそれから1年半後の2016年6月7日[40]。
- 尊敬するRADWIMPSのボーカル・野田洋次郎の主演映画『トイレのピエタ』（2015年）の試写会にプライベートで行き、質疑応答で質問もないのに手を挙げ、Bitter & Sweetの田﨑あさひであることを告げて、「洋次郎さんを追いかけてきました」と自己紹介したことがある。「CDを持ってきた?」「持ってこないとだめだよ」と言われてしまったが、しゃべれたことが幸せだったという[41]。
- （ピアノを弾かずに歌うときの）マイクの持ち方は田中れいなに教わったもので、小指をマイクの下に通して持つ[42][43]。『UF LICKS』で共演し始めたころ（2013年7月）に「田中さん」と呼ぶつもりが「れいなさん」と呼んでしまったことがきっかけで、田中のことは「れいなさん」と呼んでいる[44][45]。
- Juice=Juiceの宮崎由加とは同じオーディション（2012年3月）で知り合った同期であり、デビュー前に一緒にレッスンをしていた関係で、仲が良い[46]。
- モーニング娘。11期メンバーの小田さくらとは同じハロコン（2013年1月2日 - 2月3日）でステージデビューした同期であり、つい長崎弁でしゃべってしまう友達だという[47]。
- モーニング娘。12期メンバーの牧野真莉愛とは同期に近い関係で、田﨑がステージデビューしたハロコンの名古屋公演（2013年1月19日）に牧野がハロプロ研修生として初出演したときに知り合い、すぐに仲良くなった[48][49]。

## 作品

### 未音源化楽曲
- DREAM GIRL（作詞：アベショー、作曲：中島卓偉[6]） - Bitter & Sweetのミニアルバム『＃ビタスイ』に収録
- 恋心（作詞・作曲：山崎寛子[50]） - Bitter & Sweetのシングル『恋愛WARS/恋心』に収録

※いずれもソロ時代（2013年）にライブで披露していた曲で、2015年にBitter & Sweetの曲として音源化された。

### 自作曲

#### 2015年
- 蕾[51]

#### 2016年
- あいうえお[52]
- 白い罠[53]
- 水になれ[54]
- 夢現
- 1秒[55]

#### 2017年
- シャイボーイと私
- さんかくまるしかく
- Darling
- なあんてね[56]

#### 2018年
- おにごっこ
- 足音
- いつらのこゑ
- 声
- 主人公にはなれない
- Stand Up!!

#### 2023年
- 私が飛行機を嫌いな理由（作詞）

## ライブ・イベント

### MUSIC FESTA
アップフロントグループ所属アーティストによる音楽フェス。中島卓偉をはじめ、松原健之、LoVendoЯ、エリック・フクサキ、田﨑あさひ、モーニング娘。OGなどが出演。『MUSIC FESTA Vol.2』（2014年）以降はBitter & Sweetとして出演。
| 年     | 日程           | 公演名                                                                | 会場 |
| ------ | -------------- | --------------------------------------------------------------------- | --- |
| 2013年 | 3月2日         | ミュージックフェスタ Vol.0 presented by SATOYAMA movement in YOKOHAMA | 横浜BLITZ（神奈川） |
| 2013年 | 6月11日 - 19日 | MUSIC FESTA Vol.1                                                     | 6月11日 赤坂BLITZ（東京） 6月13日 Zepp Sapporo（札幌） 6月18日 なんばHatch（大阪） 6月19日 CLUB DIAMOND HALL（名古屋） |

### バースデーライブ
| 日程           | 公演名                                                                                | 会場                           |
| -------------- | ------------------------------------------------------------------------------------- | ------------------------------ |
| 2015年11月20日 | Bitter & Sweet 3rd SHOWCASE another edition -ASAHI TASAKI Birthday LIVE-              | 大塚Deepa（東京・昼夜2公演)    |
| 2016年11月20日 | Bitter & Sweet ASAHI TASAKI Birthday Live 〜月下美人のラプソディー〜                  | 渋谷CYCLONE（東京・昼夜2公演） |
| 2017年11月20日 | Bitter & Sweet ASAHI TASAKI Birthday Live 2017 〜あい〜                               | 恵比寿天窓.switch（東京）      |
| 2018年11月20日 | Bitter & Sweet ASAHI TASAKI Birthday Live 2018 ～ハロー～                             | 恵比寿天窓.switch              |
| 2019年11月20日 | Bitter & Sweet ASAHI TASAKI Birthday Live 2019 『第一回 田﨑あさひ ひとり紅白歌合戦』 | KIWA TENNOZ                    |
| 2020年11月20日 | Bitter & Sweet ASAHI TASAKI Birthday Live 2020 〜me to me〜                           | 築地・汐留BLUE MOOD            |
| 2021年11月20日 | Bitter & Sweet ASAHI TASAKI Birthday Live 2021 ～水中の虹～                           | 代々木 LIVE STUDIO LODGE       |
| 2022年11月20日 | Bitter & Sweet ASAHI TASAKI Birthday Live 2022 〜ごまぷりん〜                         | 代々木 LIVE STUDIO LODGE       |

## 出演

### テレビ番組
- もっとセレクション台東・すみだ（2018年7月30日[59] - 、J:COM） - レギュラー
- ものまねグランプリ（2021年9月28日、日本テレビ）

### テレビドラマ
- サクラ咲く（2016年3月6日 -  27日[60]、全4話、NOTTV）[61] - 高坂紙音 役[62]
  - DVD「サクラ咲く」（2016年10月26日、TCエンタテインメント）[63]

### Web
- UF LICKS（2013年2月15日 - 2014年5月2日、全64回、YouTube）[注 5] - レギュラーMC（#1 - #4は保田圭、#19 - #64は田中れいなと担当）
- アプカミ #64（2017年4月28日、YouTube） - 中島早貴（℃-ute）とともに週替わりMCを担当
- アプカミ #80（2017年8月18日、YouTube） - 野村みな美（こぶしファクトリー）とともに週替わりMCを担当
- アプカミ #94（2017年11月24日、YouTube） - 広瀬彩海（こぶしファクトリー）とともに週替わりMCを担当
- アプカミ #102（2018年1月26日、YouTube） - 金澤朋子（Juice=Juice）とともに週替わりMCを担当
- アプカミ #116（2018年5月4日、YouTube） - 植村あかり（Juice=Juice）とともに週替わりMCを担当

### ラジオ
- ALMA KAMINIITO Sound Map（2013年4月20日 - 9月21日、NACK5・FM AICHI） - 隔週コーナーレギュラー
- GOGOMONZ（2015年3月26日、NACK5） - アシスタントMC（1時台・2時台）[64]、生出演
- ヤングタウン土曜日（2016年4月30日・9月17日・2017年5月27日、MBSラジオ） - ゲスト出演

## 所属ユニット
- Bitter & Sweet（2013年 - 2025年）
- ラベビタEX（2016年）